# Smicridea anaticula
Smicridea anaticula är en nattsländeart som beskrevs av Oliver S. Flint Jr. 1981. Smicridea anaticula ingår i släktet Smicridea och familjen ryssjenattsländor. Inga underarter finns listade i Catalogue of Life.